# タプー島

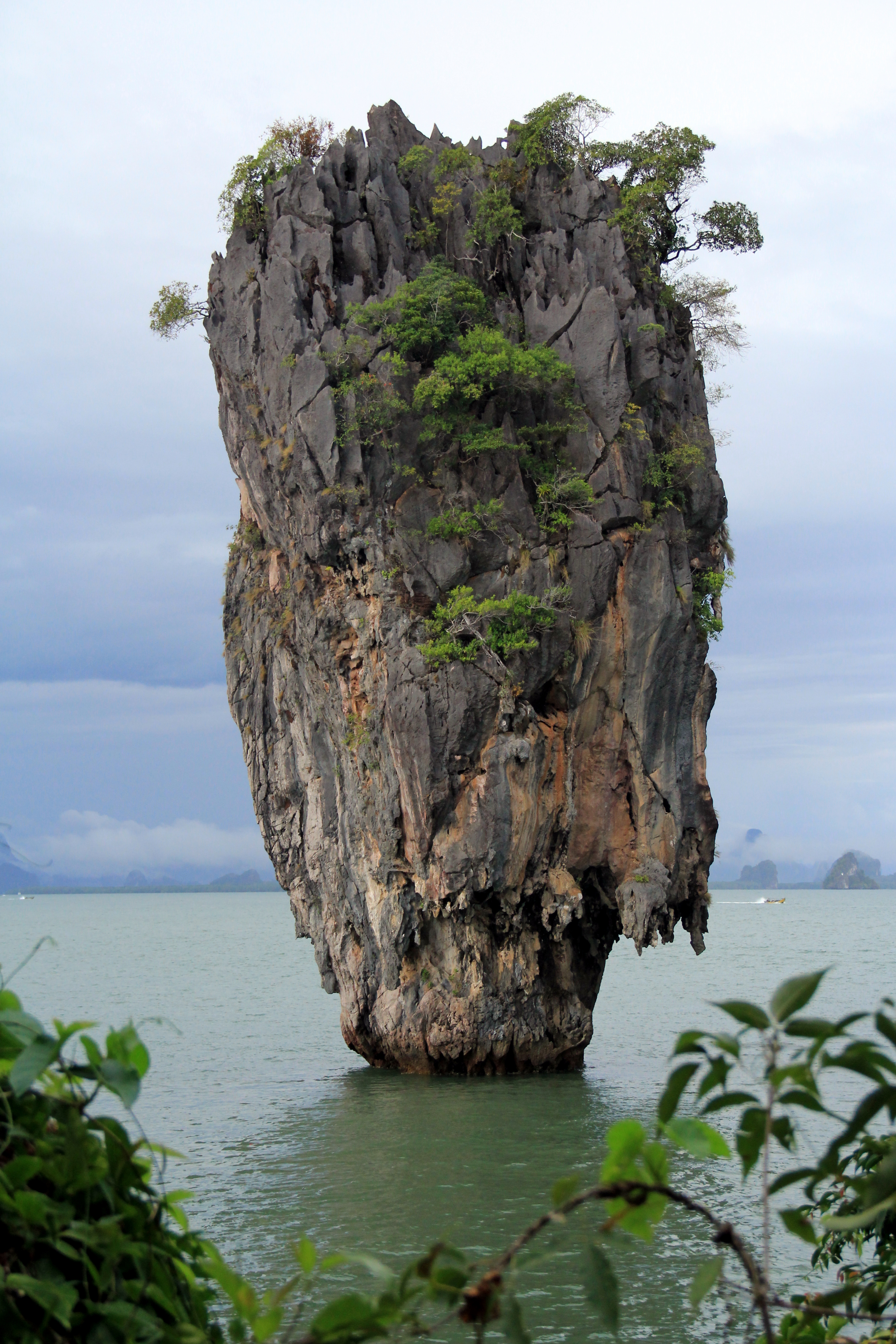
ジェームズ・ボンドの島として知られるタプー島。

タプー島（เกาะตะปู、コ・タプー）とは、アンダマン海に面した、タイ王国のパンガー湾に存在する、石灰岩でできた、高さ約20mの海食柱である。なお、コ・タプーはカオ・タプー（เขาตะปู、タープー山）とも呼ばれる。
なお、以降、本項では混乱を避けるため、カオ・タープーは用いず、全てタプー島に統一する。

## 概要
タプー島は、石灰岩でできている。したがって、海による侵食の他、雨水によっても侵食されやすいという性質を持っている。雨水には大気中の二酸化炭素などが溶存しているために、通常の雨水は弱い酸性となっているわけだが、石灰岩は酸によって溶けてしまうために、砂岩などでできた海食柱と比べて、石灰岩でできた海食柱は、雨水の影響を受けやすいのだ。周辺の石灰岩とは違って、タプー島は、そのような海や雨水などによる侵食から生き残ったがために現在の姿になったと言える。
この海食柱の高さはおおよそ20mある。断面はおおよそ円形だが、根元が細く（直径約4m）、上が太く（直径約8m）なっている。この下が細いという形状ができたのは、潮の満ち引きによる侵食をタプー島が受けているためである。タプー島は、ピンカン島（เขาพิงกัน、カオピンカン）の北部から、40mほど西に離れた海上に位置している。

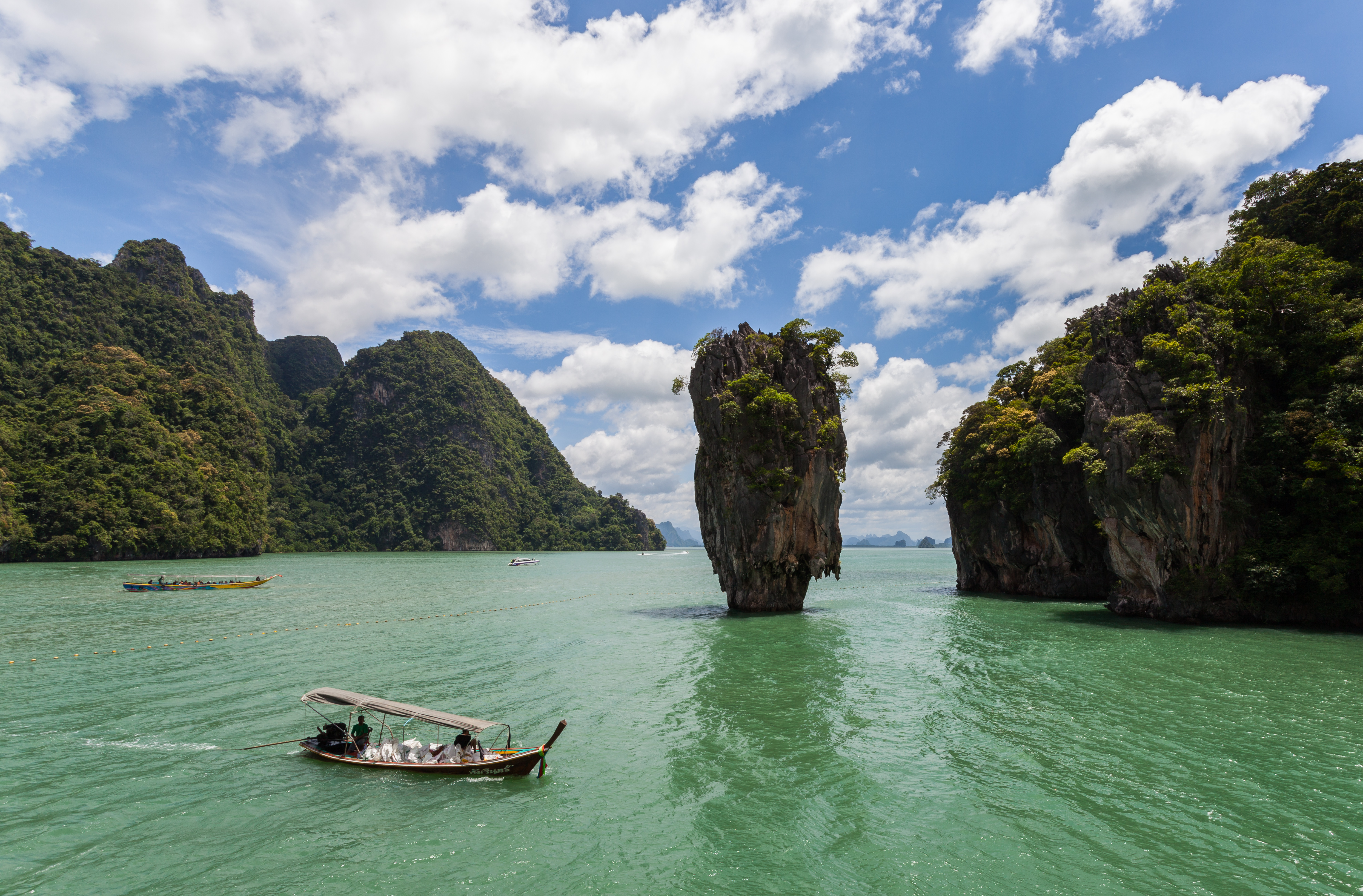
周辺環境

タプー島を形成する石灰岩は、ペルム紀に堡礁（サンゴ礁）で生成されたと考えられている。その後、地殻変動によって隆起した。さらに、海面の上昇によって、ここの石灰岩は再び海に漬かった。それからここの石灰岩は、風、波、流水、雨、潮の満ち引きなどのために侵食を受け、結果として、このような形状になったとされる。タプー島のような独特の形状を持った岩は、時々形成され得るのである。

## 名称
コ・タプーの、コ（เกาะ）は日本語で「島」の意味であり、タプー島は日本語で「釘島」「大釘島」という意味である。これはタプー島の形状を反映した名称であることは言うまでもない。

## 伝説
タプー島には、1つの伝説が存在する。その伝説によれば、昔、ここに1人の漁師が住んでおり、彼は海に出るといつも沢山の魚を採っていた。しかし、ある日、何度網を入れても全く魚が採れず、彼の網には1本の釘が引っかかっただけであった。彼はその釘を海に投げ捨てたのだが、網を入れてみると再びその釘が引っかかってしまった。怒り心頭の彼は、持っていた剣を渾身の力で振るって、その釘を真っ二つに切断した。この衝撃で、切断された釘の半分が吹っ飛んで海に落ち、それが、このタプー島になったのだという。
なお、タプー島が「釘島」という意味なのは、既述の通りである。

## 別称

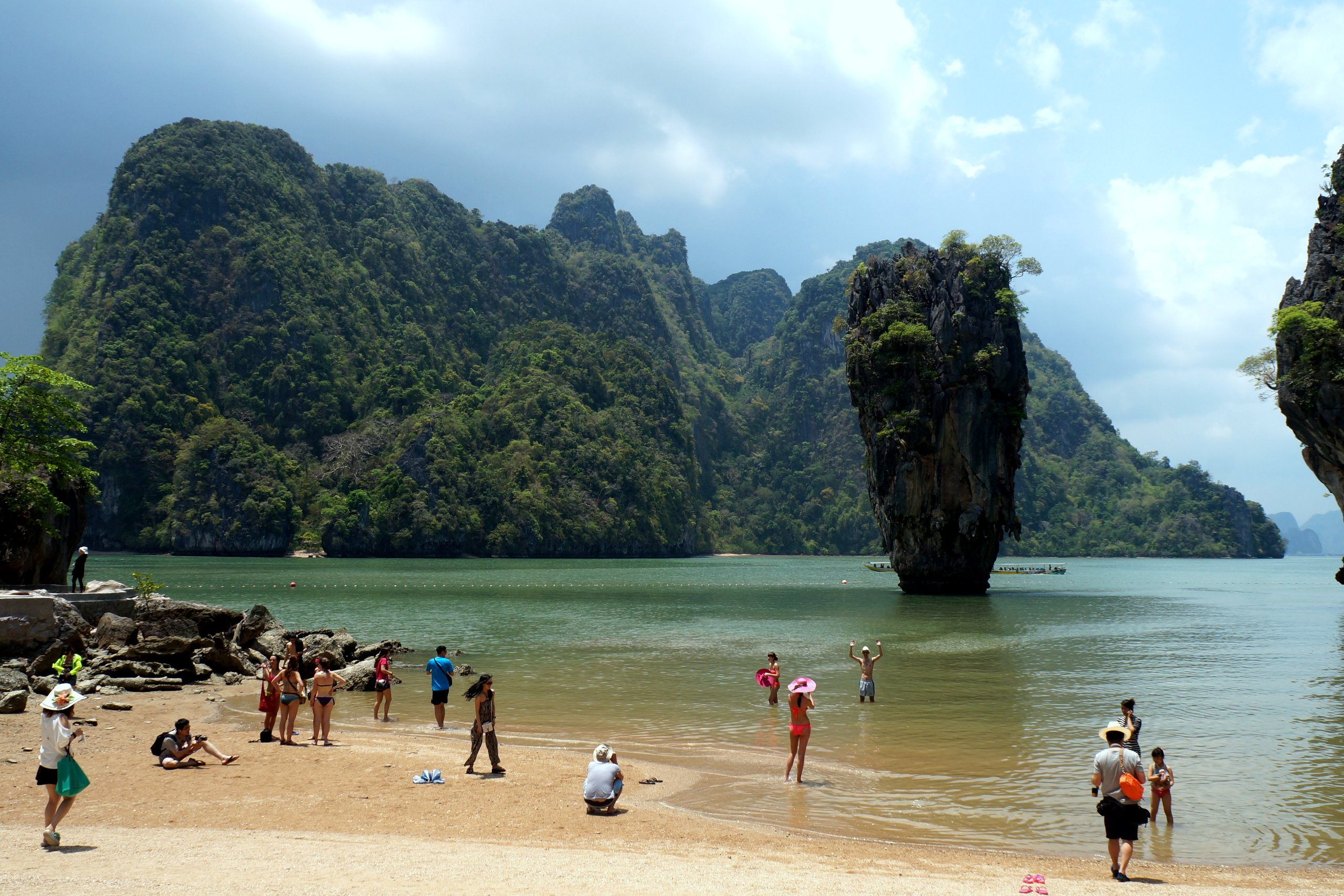
ビーチと観光客と

1974年に公開されたジェームズ・ボンドの映画『The Man with the Golden Gun（007 黄金銃を持つ男）』が、タプー島や、すぐ隣に位置するピンカン島で撮影された。
この映画が有名になったがために、タプー島は、多くの人々に「ジェームズ・ボンド島（James Bond Island）」と呼ばれるようになってしまった。観光客のガイドを務める人も「ジェームズ・ボンド島」という名称を使うようになった。その結果、タプー島という本来の名称は、地元の人が稀に使う程度になってしまった。
実は、1974年にこの映画が公開される前に、このタプー島を訪れる観光客はほとんどいなかった。ところが、この映画でジェームズ・ボンドの敵として登場したフランシスコ・スカラマンガ（Francisco Scaramanga）が、このタプー島を隠れ家として使ったことが転機となった。この映画が公開されると、このタプー島が一転有名な観光地へと変貌したのである。
これによって観光客がゴミを持ち込むようになり、タプー島やすぐ近くのピンカン島などの周辺にゴミが散乱するなど、観光地となったことが周辺環境に悪影響を与えるようになってしまった。
その後、1981年にタプー島もパンガー湾海洋国立公園に組み入れられた。1998年からは、タプー島に観光用のボートを接近させることが禁止された。
なお、海食柱は、いつかは崩壊する運命にあるのは、他の海食柱がしばしば崩れているのを見ても明らかである。まして、タプー島は石灰岩でできているので、雨水によっても侵食されやすい。にもかかわらず、結局は崩れてしまうかもしれないが、なんとかタプー島の侵食を食い止めて、崩落するのを防ごうとする動きも存在する
。